# Sigfrid Preston
Sigfrid Preston eller Geoffrey Preston var en svensk skeppshövitsman och häradshövding.

## Biografi
Sigfrid Preston var från England. Han var skeppshövitsman i svensk tjänst. Preston blev 1573 häradshövding i Hammarkinds härad.

### Familj
Preston gifte sig efter 1 juli 1568 med Angeta Lillie, dotter till lagmannen Knut Andersson (Lillie) i Södermanlands lagsaga och Märta Göransdotter (Stiernsköld). Angeta Lillie var änka efter riksrådet Ulf Henriksson (Snakenborg).